# Stéphane Valeri
Stéphane Valeri (* 1. března 1962, Nemocniční centrum kněžny Grace) je monacký politik a podnikatel. Tři funkční období působil jako člen Národní rady a v období od 22. února 2018 do 23. října 2022 jako její předseda, což je nejmocnější volená funkce v Monaku. V polovině druhého funkčního období rezignoval, aby se mohl stát, dnes již bývalým, ministrem sociálních věcí a zdravotnictví v Monaku.

## Mládí a vzdělání
V dospívání navštěvoval dvě střední školy (Lycée Albert Premier a Lycée Masséna) a také Evropskou školu managementu ve Východním Berlíně.

## Kariéra
Nejprve působil jako výkonný asistent pro oddělení prodeje a marketingu SBM, ale o rok později přešel do oddělení reklamy a propagace.
Po svém odchodu z SBM založil v Monaku komunikační skupinu PROMOCOM. Po jednadvaceti letech ve funkci místopředsedy (1988–2009) na svou funkci rezignoval a vstoupil do veřejné služby. Mimo politiku působí ve správní radě Nadace knížete Alberta II. Monackého.
V roce 1999 mu kníže Rainier III. udělil Řád svatého Karla. V roce 2012 mu byl udělen francouzský Řád čestné legie. Dne 25. ledna 2013 byl jeho francouzský venkovský dům v Peille poškozen žhářem. Následující den podal oficiální stížnost.
Po vítězství ve všeobecných volbách v roce 2018 se opět stal předsedou Národní rady. Ve všeobecných volbách v roce 2023 nekandidoval a ve funkci předsedy jej nahradila Brigitte Boccone-Pagèsová.